# Френчуджі
Френчуджі (рум. Frenciugi) — село у повіті Ясси в Румунії. Входить до складу комуни Дрегушень.
Село розташоване на відстані 292 км на північ від Бухареста, 31 км на південь від Ясс.

## Населення
За даними перепису населення 2002 року у селі проживали 587 осіб, усі — румуни. Усі жителі села рідною мовою назвали румунську.